# Philippe Richet
Philippe Richet est un athlète français, spécialiste des courses extrêmes, né le 17 septembre 1968 à Mont-de-Marsan, dans le département français des Landes.

## Biographie
Venu du foot et du basket, Philippe Richet commence la course à pied  par un 10 km, deux semi-marathons et sa quatrième course est le marathon de Pau. Cette quatrième expérience le convainc de devenir marathonien.
En juin 2010, il se lance le défi de faire l' Ironman de Nice, deux mois de préparation uniquement, il achète un vélo et nagera en faisant la brasse! C'est le début de ses aventures.
Il participe à la Diagonale des fous (653e) à la Réunion, au Marathon des sables au Maroc, au Marathon de New York, à l'Ultra-Trail du Mont-Blanc (585e sur 2100), à l'Athènes-Sparte en 35 h d'affilée, au marathon The Track Outback Race en Australie avec 520 km en 9 étapes où il finit 2ème, au Grand Raid des Pyrénées, au Marathon de la Grande Muraille de Chine qu'il termine 2ème, à celui du Pôle Nord.
Il court les grandes classiques Ecotrail de Paris, Zegama, le 90km du marathon du Mont Blanc, les Templiers, la Saintélyon.
Il se spécialise dans les courses jugées comme les plus difficiles au monde,. Il remporte notamment l'Inca marathon (course randonnée accueillant 20 participants), sur les pentes menant à Machu Picchu, au Pérou en 2018, considéré comme le marathon le plus dur au monde, avec 6400 m de dénivelé positif,. La même année, il finit 15e du marathon de Pyongyang en Corée du Nord,, et 15e du Coastal Challenge, course de 250 kilomètres en cinq étapes dans la jungle du Costa Rica, qu'il finit en 30 heures. Il devient « Oscar » du journal Sud-Ouest, où il est élu par les internautes.
Il entre dans ce qui est appelé le « grand slam » : il fait partie des 147 coureurs ayant complété un marathon sur les sept continents et au Pôle Nord,.
En 2020, il finit 3e au classement général chez les hommes au World Marathon Challenge (7 jours, 7 marathons, 7 continents), où il remporte le dernier marathon et devient ainsi le premier français à gagner une épreuve de cette course,,.  
En dehors de son activité d'Ultra-traileur, Philippe Richet est cadre chez Intersport. Il intervient comme pigiste dans divers magazines spécialisés dans le trail et la course à pied, est apparu dans quelques publicités dans les revues spécialisées et intervient en tant que conférencier sportif,.
Début 2021, Philippe Richet, avec l'aide du dessinateur David Dupouy, raconte ses mémoires sous forme de bande dessinée et projette d'être édité,. En avril 2021, une artiste spécialisée dans le street art Marika Gysbers exécute une fresque murale à son effigie à Mont de Marsan, prolongeant une œuvre de Mauro Corda.
Le 21 juin 2021, il se lance dans la première traversée des landes d'est en ouest avec des enfants des IME de Lesperon et Mont de Marsan, une course de 107 km qui démarre au lever du soleil avec l'ambition d'arriver avant le coucher. Ils y parviennent en 11 h 17 min 48 s, le marathonien adaptant son allure pour que les enfants puissent le suivre pendant trois kilomètres avant que d'autres les remplacent. Le but était de déconstruire les clichés sur le handicap,,,,. Cette expédition sera récompensée par un record du monde reconnu par deux organismes : official world record et Talent record book.
Le 18 juin 2022, il bat deux records du monde de Plogging (courir et ramasser des déchets) attestés par official world record : le record de la distance parcourue sur un Plogging soit 81 kilomètres dans Les Landes, 50 kg de détritus ramassés et le record de chaleur soit 42°c. Il a couru pour deux associations Hope Team East et Nettoyons la Nature du mouvement E.Leclerc.
En mars 2024, il participe à la mythique The Barkley Marathons, crée par Lazarus Lake dans le Tennessee, la course la plus dure du monde, Philippe Richet est éliminé avant la fin du premier tour sur les 5 tours prévus, l'édition de légende avec 5 finisseurs dont la quatrième fois pour Jared Campbell, la troisième de John Kelly (en) mais surtout la première fois qu'une femme Jasmin Paris terminait cette épreuve depuis 1986[réf. nécessaire].
Il obtient en mai 2024, un cinquième record du monde agréé par Official World Record et Talent Book Record, le premier athlète à avoir participé à 19 courses les plus dures au monde.
Le 18 mai 2024, il porte la flamme olympique Paris 2024 à Auch[réf. nécessaire]. Le 10 août 2024, il court le Marathon pour Tous, une épreuve inédite dans le cadre des Jeux Olympiques de Paris 2024. Philippe est une des rares personnes à avoir participé aux deux éléments sensationnels le relais de la flamme et le marathon pour tous[réf. nécessaire].

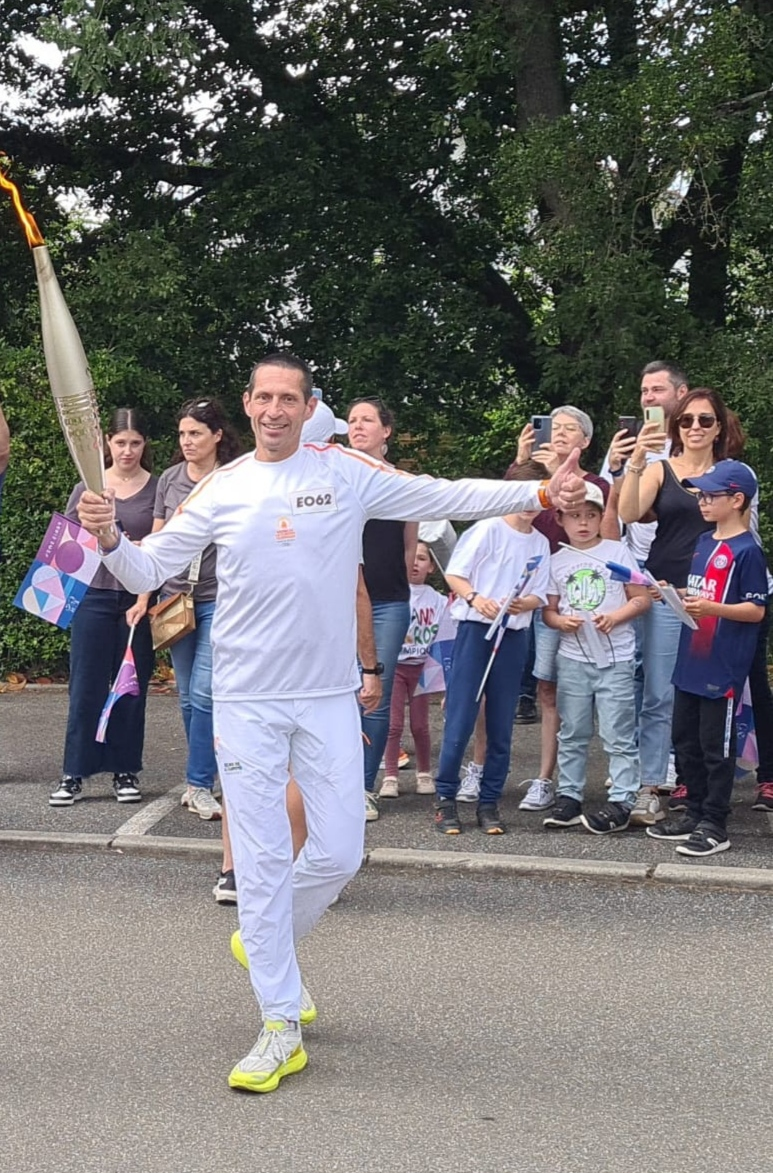
PHILIPPE PORTE LA FLAMME A AUCH

## Résultats
| Année | Résultat                                                                                 |
| ----- | ---------------------------------------------------------------------------------------- |
| 2024  | The Barkley Marathons, hors délai au premier tour                                        |
| 2022  | Baikal ice marathon, 19e/80                                                              |
| 2020  | World Marathon Challenge 3e/22,                                                          |
| 2019  | Antartic ice marathon 4e/40, The Btx Afrique du sud 5e                                   |
| 2018  | Inca marathon 1er/20, The Coastal challenge Costa Rica 15e,                              |
| 2017  | Everest trail race 15e, North pole marathon 7e, 80 km du mont blanc 334e                 |
| 2016  | Grand to grand 10e Trail de la muraille de chine 2e Marathon de la muraille de chine 21e |
| 2015  | The track 520 km Australie 2e, Templiers 431e                                            |
| 2014  | Spartathlon Ultra-Trail du Mont-Blanc 585e                                               |
| 2013  | Marathon des sables 56e                                                                  |
| 2012  | Diagonale des fous 653e                                                                  |

## Galerie

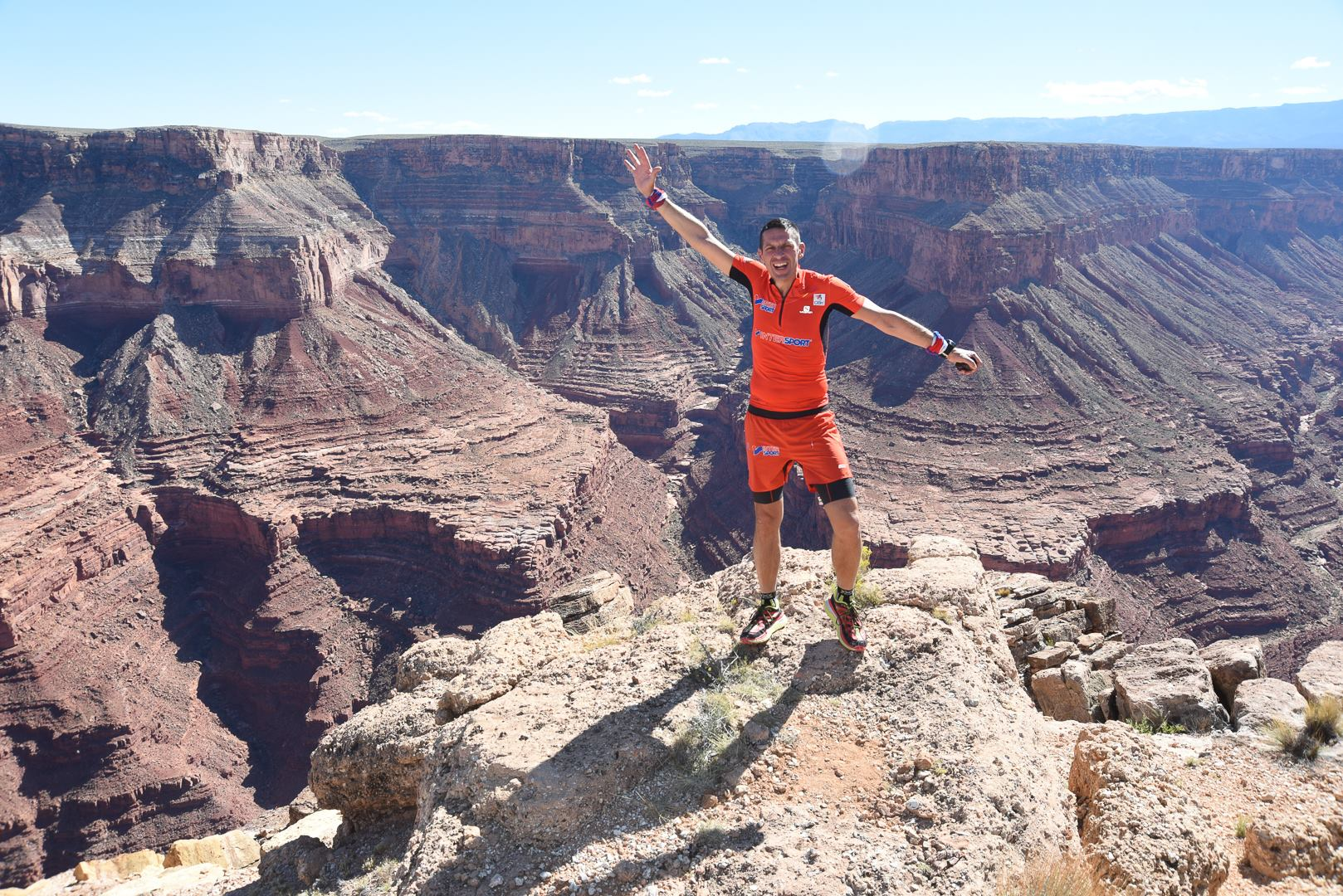
Philippe Richet au G2G, dans le Grand Canyon
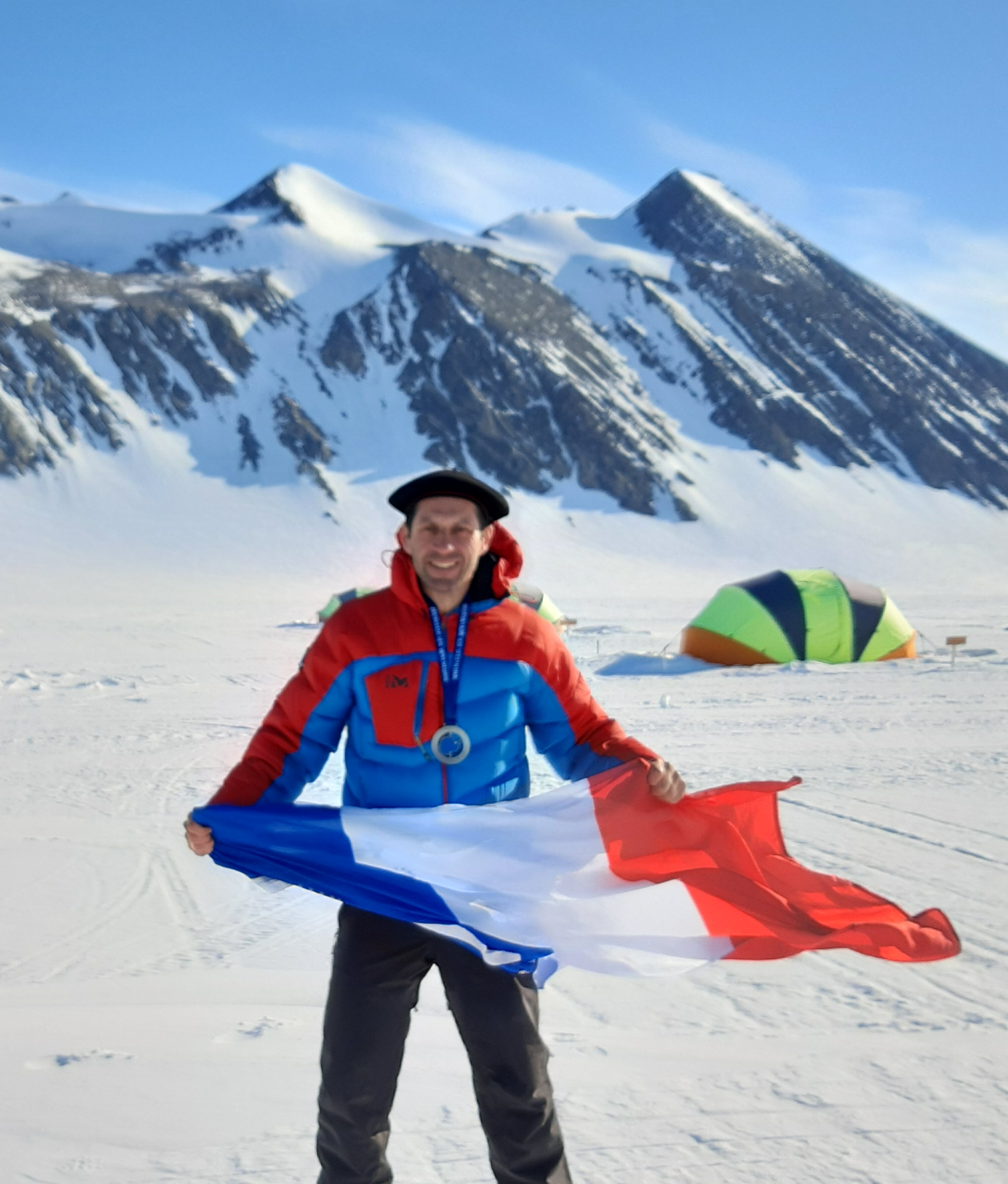
Le marathon de glace
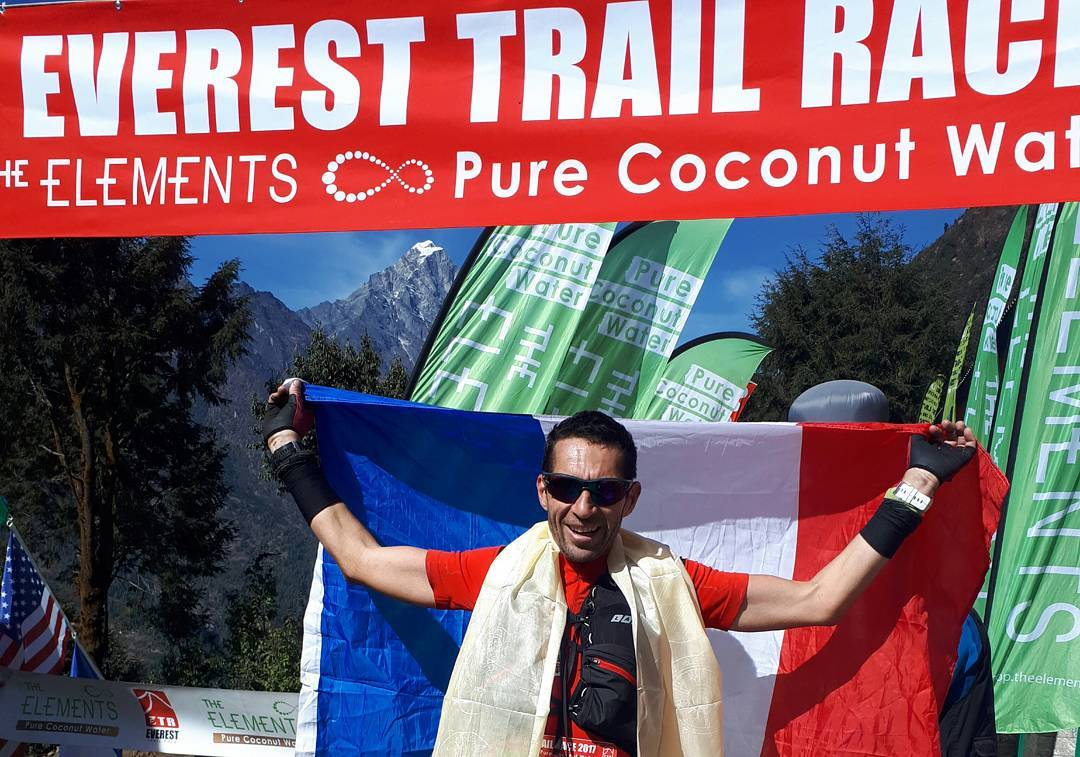
une course extrême aux abords de l'Everest
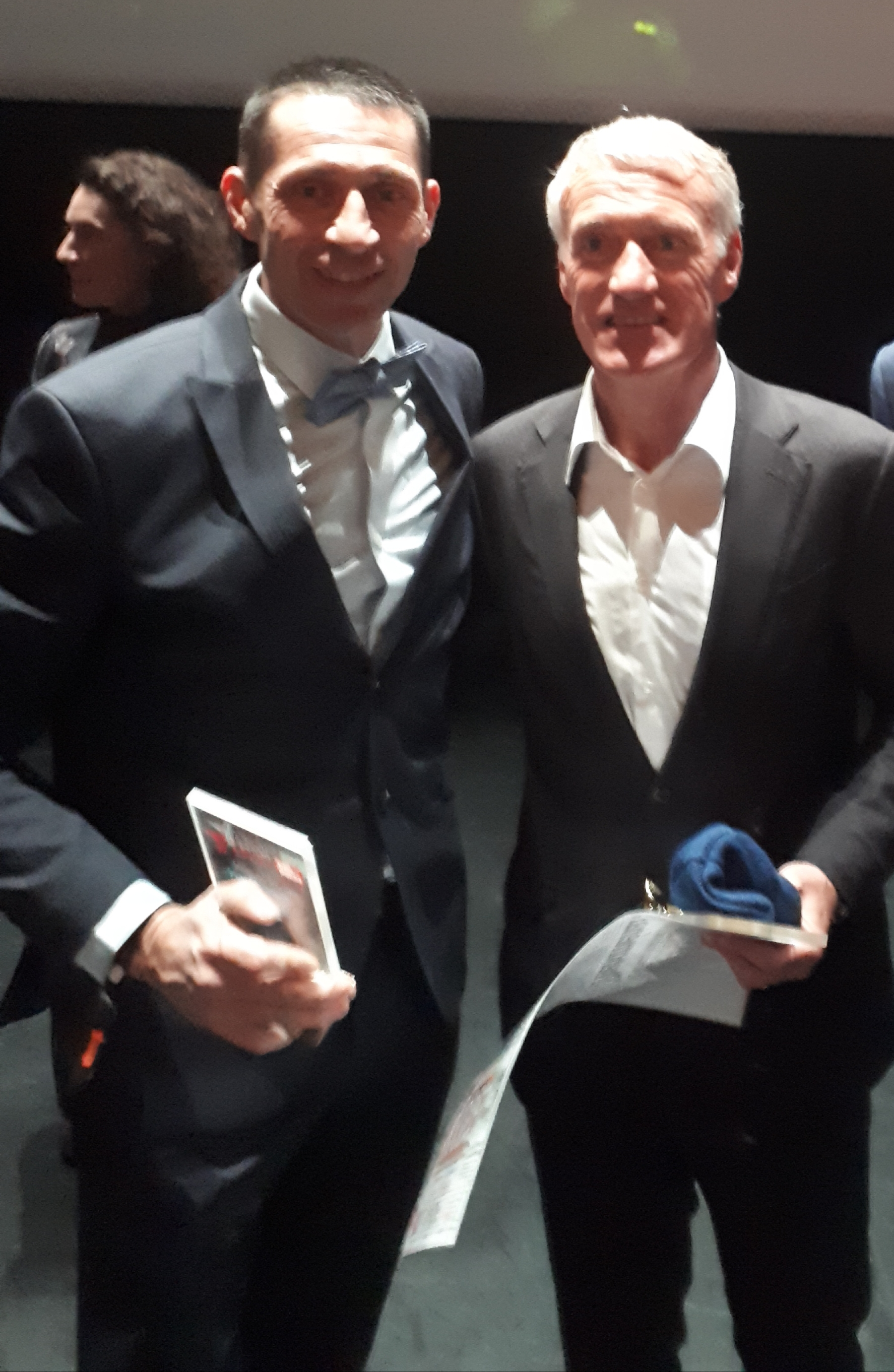
Philippe Richet et Didier Deschamps aux Oscars Sud Ouest 2018
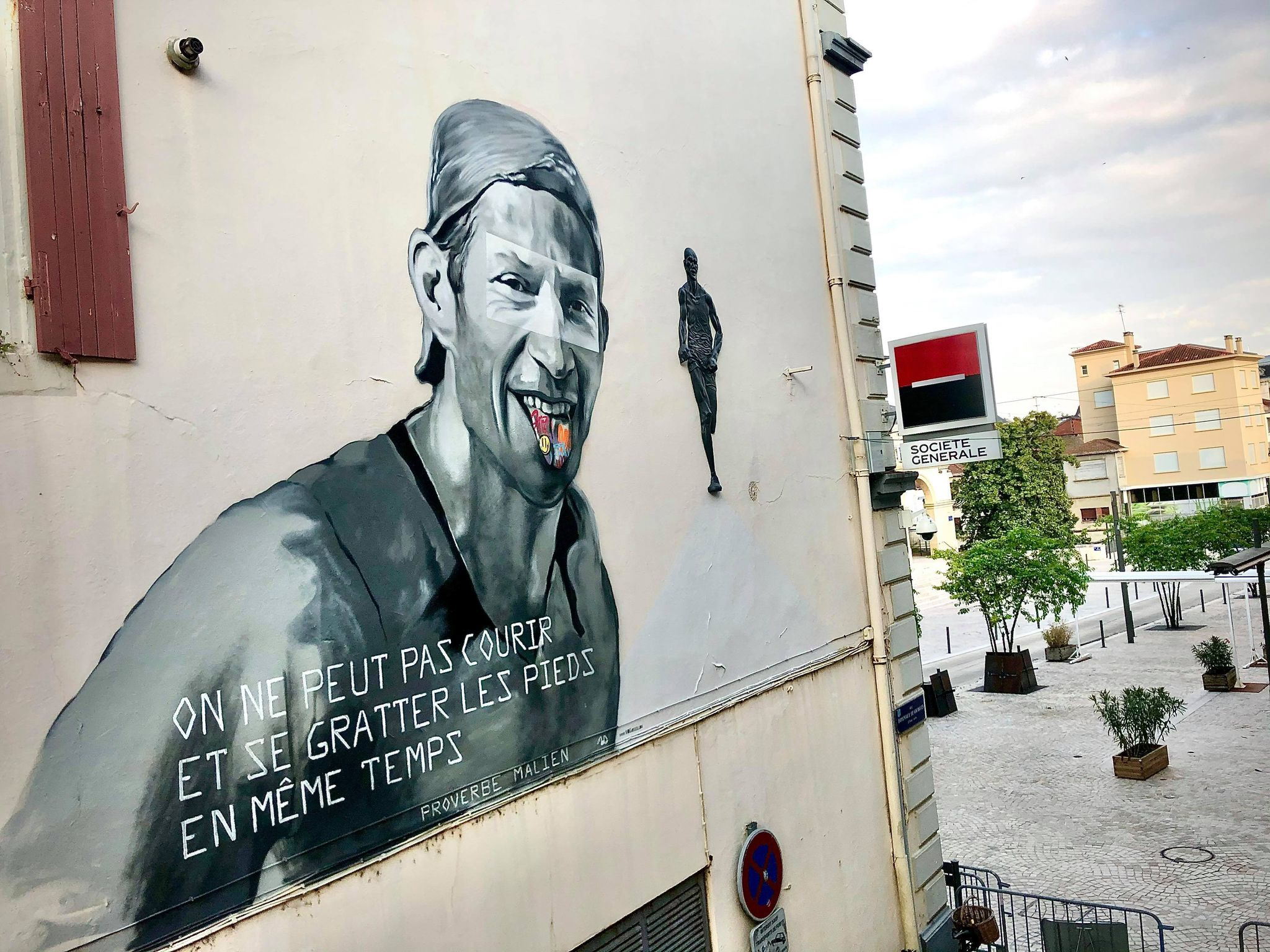
street par Marika Gysbers

## Publications
- Dans les pas de Philippe Richet, Tome I L'Ironman de Nice 2021, une bande dessinée, Dessin : David Dupouy, Texte : Philippe Richet  (ISBN 9782957967001).
- De zéro à l'infini, Tome I La genèse, 2022, de Philippe Richet  (ISBN 9782957967018).
- De zéro à l'infini, Tome II La métamorphose, 2023, de  Philippe Richet  (ISBN 9782957967025).
- Le projet Ulysse, 2024 de Philippe Richet  (ISBN 9782957967032)
- Le trésor d'Aguada fénix, 2024 de Philippe Richet   (ISBN 9782957967056)
- The adrénaline games,2024 de Philippe Richet  (ISBN 9782957967049)